# Грелье, Эстель
Эстель Грелье — французский политик, государственный секретарь Франции, депутат Национального собрания, член Социалистической партии Франции.

## Биография
Родилась 22 июня 1973 года году в городе Ла-Рош-сюр-Йон (департамент Вандея). Получила степень бакалавра в институте политических наук в Гренобле, затем получила в Страсбурге диплом специалиста по вопросам франко-германских отношений и устройства европейских институтов. В течение трех лет работала в аппарате Национального собрания Франции. В 1998 году переехала в департамент Приморская Сена и стала работать руководителем аппарата депутата Национального собрания и мэра города Фекам Патрика Жана.
В 2001 году Эстель Грелье начинает собственную политическую карьеру, войдя в список социалистов на муниципальных выборах в Фекаме, и после победы на выборах занимает пост вице-мэра по социальным вопросам. В том же году была избрана президентом ассоциации коммун Фекама. В 2004 году по списку левых прошла в Совет региона Верхняя Нормандия, где заняла пост вице-президента по вопросам образования. В 2007 году впервые участвует в выборах в Национальное собрание Франции, но уступает в 9-м избирательном округе кандидату правых Даниэлю Фидлену.
В 2008 году Эстель Грелье вновь избирается в городской совет Фекама, занимает пост первого вице-мэра по устойчивому развитию и сохраняет пост президента ассоциации коммун Фекама. Она начинает активно участвовать в деятельности Ассамблеи коммун Франции, где занимается вопросами экономики и реформы налогообложения. В 2009 году в составе списка левых проходит в Европейский парламент по северо-западному округу Франции. В Европейском парламенте была членом бюджетной комиссии и заместителем председателя комиссии по рыболовству. В 2012 году вновь стала кандидатом социалистов на выборах в Национальное собрание по 9-му избирательному округу и сумела взять реванш у Даниэля Фидлена, получив 54,4 % голосов избирателей во 2-м туре. В Национальном собрании стала членом комитета по иностранным делам и секретарем комиссии по европейским делам.
В феврале 2016 году, при реформе кабинета министров Франции, назначена государственным секретарем по вопросам развития местного самоуправления, вследствие чего покинула Национальное собрание; занимала этот пост до ухода в отставку правительства Барнара Казнёва 10 мая 2017 года.

## Занимаемые выборные должности
2001 — 02.04.2014 — вице-мэр города Фекан 

28.03.2004 — 07.07.2009 — вице-президент Совета региона Верхняя Нормандия 

14.07.2009 — 16.06.2012 — депутат Европейского парламента от северо-западного округа Франции 

20.06.2012 — 11.03.2016 — депутат Национального собрания Франции от 9-го избирательного округа департамента Приморская Сена 

02.04.2014 — 27.06.2020 — член совета города Фекан 

11.02.2016 — 10.05.2017 — государственный секретарь по вопросам местного самоуправления правительствах Мануэля Вальса и Бернара Казнёва